# Осада Шато-Гайяра
Осада Шато-Гайяра войсками Филиппа II Августа (1203—1204) — состоялась в ходе французского завоевания Нормандии во время англо-французской войны 1202—1214.
Замок Шато-Гайяр, воздвигнутый в 1196 Ричардом Львиное Сердце на высоком утесе на берегу Сены, контролировал долину реки и прикрывал Руан. Окружённый тремя поясами крепостных стен, он был сооружён по последнему слову военной инженерии того времени, при строительстве были искусно использованы особенности рельефа.
Осада началась в сентябре 1203. Для начала французы после трех недель осады взяли расположенную на левом берегу Сены напротив Шато-Гайяра крепость Радпон, и начали оттуда обстрел метательными снарядами. Осажденные в ответ сожгли мост через Сену. Филипп приказал соорудить наплавной мост, переправил часть армии на правый берег, и построил две деревянные башни на четырёх кораблях. Иоанн Безземельный с отрядом наемников попытался внезапным ночным нападением захватить наплавной мост, но был отбит рыцарями Гильома де Бара и Рено де Даммартена. В ноябре 1203 король Англии отступил на Котантен, и 6 декабря отплыл в Англию.

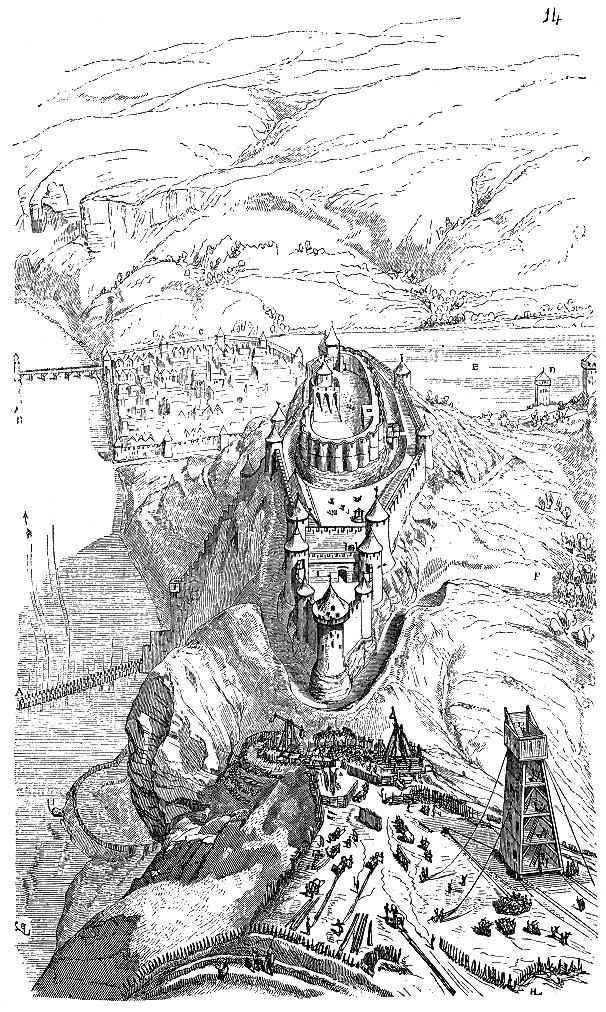
Осада Шато-Гайяра. Реконструкция Виолле-ле-Дюка

Опытные французские пловцы переправились через Сену и разрушили эстакаду, прикрывавшую замок со стороны реки. После этого французы обложили Шато-Гайяр. На случай попытки англичан деблокировать крепость, Филипп Август распорядился выкопать на левом берегу круговой ров, защищенный двойным земляным валом с частоколом и деревянными башнями. Поначалу Шато-Гайяр было решено взять измором. Шателен замка Роджер де Ласи распорядился выгнать из его стен беженцев, пришедших из соседнего Пти-Андели — около 500 стариков, женщин и детей. Французы отказались пропустить их через свои аванпосты, и людям пришлось вернуться под стены замка, где они почти все умерли от голода.
Выяснив, что у осажденных достаточно припасов для долгой осады, Филипп в феврале 1204 вызвал подкрепления и поручил саперам подвести подкоп под стены замка. Одна из башен первой линии обороны обрушилась. Роже де Ласи приказал поджечь первый пояс крепостных стен, но это не остановило французов, немедленно атаковавших вторую линию обороны. Рыцарь Пьер де Божи встал на спину одного из своих товарищей, залез в окно отхожего места, расположенного рядом с часовней, и спустил оттуда веревку. Осажденные подожгли часовню и укрылись за последней линией укреплений. Вскоре саперы обрушили одну из башен третьей линии, войска ворвались в пролом, и около сотни уцелевших англичан не успели отступить в донжон. 6 марта 1204 Шато-Гайяр был взят.